# Liste der Baudenkmäler im Kölner Stadtteil Dellbrück
Die folgende Liste enthält die in der Denkmalliste ausgewiesenen Baudenkmäler auf dem Gebiet des Stadtteils Köln-Dellbrück, Stadtbezirk Köln-Mülheim, Nordrhein-Westfalen.
Hinweis: Die Reihenfolge der Baudenkmäler in dieser Liste orientiert sich an den Straßennamen und ist alternativ nach Hausnummern, Denkmallistennummer oder Bezeichnung sortierbar.
Basis ist die offizielle Kölner Denkmalliste (Stand: 16. August 2012), die Baudenkmäler und Denkmalbereiche auflistet. Dabei kann es sich beispielsweise um Sakralbauten, Wohn- und Fachwerkhäuser, historische Gutshöfe und Adelsbauten, Industrieanlagen, Wegekreuze und andere Kleindenkmäler sowie Grabmale und Grabstätten, die eine besondere Bedeutung für die Geschichte Kölns haben, handeln. Grundlage für die Aufnahme in die offiziellen Denkmallisten ist das Denkmalschutzgesetz Nordrhein Westfalens.

| Bild                           | Bezeichnung                                                              | Lage                                                         | Beschreibung | Bauzeit                            | Einge- tragen seit | Denk- mal- nr. |
| ------------------------------ | ------------------------------------------------------------------------ | ------------------------------------------------------------ | --- | ---------------------------------- | ------------------ | -------------- |
| Fotos hochladen                | Wohnhaus                                                                 | Dellbrück Aschenbrödelweg 1 Karte                            | |                                    | 3. Juli 1984       | 2492           |
| Fotos hochladen                | Wohnhaus                                                                 | Dellbrück Aschenbrödelweg 2 Karte                            | |                                    | 18. November 1983  | 1810           |
| Fotos hochladen                | Wohnhaus                                                                 | Dellbrück Bergisch Gladbacher Str. 785 Karte                 | |                                    | 24. März 1988      | 4537           |
| Fotos hochladen                | ehemalige Kaserne Moorslede, heute u. a. Sitz des Zollkriminalamts       | Dellbrück Bergisch Gladbacher Str. 835–835a Karte            | | 1936–1939                          | 24. Juli 1995      | 7529           |
| weitere Bilder Fotos hochladen | Christuskirche                                                           | Dellbrück Bergisch Gladbacher Str. 848 Karte                 | Architekt: Otto March | 1905                               | 18. Januar 1982    | 909            |
| Fotos hochladen                | Wohn- und Geschäftshaus                                                  | Dellbrück Bergisch Gladbacher Str. 970 Karte                 | |                                    | 29. März 1983      | 1386           |
| Fotos hochladen                | Wohnhaus                                                                 | Dellbrück Bergisch Gladbacher Str. 981 Karte                 | |                                    | 17. November 1997  | 8200           |
| Fotos hochladen                | Wohnhaus                                                                 | Dellbrück Bergisch Gladbacher Str. 991 Karte                 | |                                    | 8. April 1997      | 8082           |
| Fotos hochladen                | Wohnhaus                                                                 | Dellbrück Bergisch Gladbacher Str. 993 Karte                 | |                                    | 6. Juni 1997       | 8097           |
| Fotos hochladen                | Wohnhaus                                                                 | Dellbrück Bergisch Gladbacher Str. 1000 Karte                | |                                    | 29. Oktober 1997   | 8194           |
| Fotos hochladen                | Wohn- und Geschäftshaus                                                  | Dellbrück Bergisch Gladbacher Str. 1006 Karte                | |                                    | 1. Juli 1980       | 627            |
| Fotos hochladen                | Wohn- und Geschäftshaus                                                  | Dellbrück Bergisch Gladbacher Str. 1055 Karte                | |                                    | 13. August 1987    | 4252           |
| Fotos hochladen                | Wohnhaus                                                                 | Dellbrück Bergisch Gladbacher Str. 1084 Karte                | |                                    | 5. März 1991       | 5912           |
| Fotos hochladen                | Wohn- und Geschäftshaus                                                  | Dellbrück Bergisch Gladbacher Str. 1088 Karte                | |                                    | 24. September 1997 | 8157           |
| Fotos hochladen                | Wohnhaus                                                                 | Dellbrück Bergisch Gladbacher Str. 1095 Karte                | |                                    | 1. September 1997  | 8146           |
| Fotos hochladen                | Wohnhaus                                                                 | Dellbrück Bergisch Gladbacher Str. 1097 Karte                | |                                    | 8. April 1997      | 8083           |
| Fotos hochladen                | Wohn- und Geschäftshaus Gaststätte „Zur alten Post“                      | Dellbrück Bergisch Gladbacher Str. 1124 Karte                | | um 1820                            | 17. Juli 1985      | 3049           |
| Fotos hochladen                | Wohnhaus                                                                 | Dellbrück Bergisch Gladbacher Str. 1127 Karte                | |                                    |                    | 8084           |
| Fotos hochladen                | Wohnhaus                                                                 | Dellbrück Bergisch Gladbacher Str. 1129 Karte                | |                                    | 8. April 1997      | 8085           |
| Fotos hochladen                | Wohnhaus                                                                 | Dellbrück Bergisch Gladbacher Str. 1131 Karte                | |                                    | 8. April 1997      | 8086           |
| Fotos hochladen                | Wohnhaus                                                                 | Dellbrück Bergisch Gladbacher Str. 1135 Karte                | |                                    | 10. Mai 1988       | 4583           |
| Fotos hochladen                | Wohnhaus                                                                 | Dellbrück Bergisch Gladbacher Str. 1143 Karte                | |                                    | 12. September 1994 | 7201           |
| Fotos hochladen                | Wohnhaus                                                                 | Dellbrück Bergisch Gladbacher Str. 1145 Karte                | |                                    | 16. Januar 1984    | 2020           |
| Fotos hochladen                | Wohnhaus                                                                 | Dellbrück Bergisch Gladbacher Str. 1147 Karte                | |                                    | 26. August 1982    | 1060           |
| Fotos hochladen                | Wohnhaus                                                                 | Dellbrück Bergisch Gladbacher Str. 1149 Karte                | |                                    | 1. Februar 1984    | 2056           |
| Fotos hochladen                | Villa                                                                    | Dellbrück Bergisch Gladbacher Str. 1150 Karte                | |                                    | 8. April 1997      | 8088           |
| Fotos hochladen                | Wohnhaus                                                                 | Dellbrück Bergisch Gladbacher Str. 1151 Karte                | |                                    | 16. Januar 1984    | 2021           |
| Fotos hochladen                | Wohnhaus                                                                 | Dellbrück Bergisch Gladbacher Str. 1152 Karte                | |                                    | 21. August 1997    | 8127           |
| Fotos hochladen                | Wohnhaus                                                                 | Dellbrück Bergisch Gladbacher Str. 1154 Karte                | |                                    | 21. August 1997    | 8128           |
| Fotos hochladen                | Villa                                                                    | Dellbrück Bergisch Gladbacher Str. 1156 Karte                | |                                    | 8. April 1997      | 8089           |
| Fotos hochladen                | Wohnhaus                                                                 | Dellbrück Bergisch Gladbacher Str. 1163 Karte                | |                                    | 21. September 1982 | 1061           |
| Fotos hochladen                | Wohnhaus                                                                 | Dellbrück Bergisch Gladbacher Str. 1165 Karte                | |                                    | 6. Juni 1997       | 8098           |
| Fotos hochladen                | Wohnhaus                                                                 | Dellbrück Bergisch Gladbacher Str. 1173 Karte                | |                                    | 7. November 1984   | 2748           |
| Fotos hochladen                | Wohnhaus                                                                 | Dellbrück Bergisch Gladbacher Str. 1175 Karte                | |                                    | 17. Oktober 1984   | 2724           |
| Fotos hochladen                | Wohnhaus                                                                 | Dellbrück Bergisch Gladbacher Str. 1177 Karte                | |                                    | 1. September 1997  | 8147           |
| Fotos hochladen                | Wohnhaus                                                                 | Dellbrück Bergisch Gladbacher Str. 1179 Karte                | |                                    | 1. September 1997  | 8125           |
| Fotos hochladen                | Wohnhaus                                                                 | Dellbrück Bergisch Gladbacher Str. 1190 Karte                | |                                    | 6. Juni 1997       | 8099           |
| Fotos hochladen                | Wohnhaus                                                                 | Dellbrück Bergisch Gladbacher Str. 1191 Karte                | |                                    | 21. August 1997    | 8126           |
| Fotos hochladen                | Wohnhaus                                                                 | Dellbrück Bergisch Gladbacher Str. 1192 Karte                | |                                    | 18. Oktober 1985   | 3265           |
| Fotos hochladen                | Wohnhaus                                                                 | Dellbrück Bergisch Gladbacher Str. 1193 Karte                | |                                    | 8. April 1997      | 8087           |
| Fotos hochladen                | Wohnhaus                                                                 | Dellbrück Bergisch Gladbacher Str. 1214 Karte                | |                                    | 18. März 1997      | 8056           |
| Fotos hochladen                | Wohnhaus                                                                 | Dellbrück Bergisch Gladbacher Str. 1220–1222 Karte           | Architekt: Ludwig Albert | 1934                               | 10. Mai 1995       | 7475           |
| Fotos hochladen                | Wohnhaus                                                                 | Dellbrück Bergisch Gladbacher Str. 1244 Karte                | |                                    | 20. Januar 1998    | 8261           |
| Fotos hochladen                | Allee                                                                    | Dellbrück Bergisch Gladbacher Str. o. Nr.                    | |                                    | 1. Juli 1980       | 626            |
| Fotos hochladen                | Wohn- und Geschäftshaus                                                  | Dellbrück Dellbrücker Hauptstr. 35 Karte                     | |                                    | 8. Februar 1994    | 7042           |
| Fotos hochladen                | Wohn- und Geschäftshaus                                                  | Dellbrück Dellbrücker Hauptstr. 38 Karte                     | |                                    | 23. Juni 1989      | 5090           |
| weitere Bilder Fotos hochladen | Kirche St. Joseph                                                        | Dellbrück Dellbrücker Hauptstr. 50 Karte                     | Architekten: August Carl Lange, Karl Band | 1878 (Lange); 1904; 1952/53 (Band) | 20. April 1983     | 1474           |
| Fotos hochladen                | Wohn- und Geschäftshaus                                                  | Dellbrück Dellbrücker Hauptstr. 52 Karte                     | |                                    | 21. Januar 1986    | 3409           |
| Fotos hochladen                | Wohn- und Geschäftshaus                                                  | Dellbrück Dellbrücker Hauptstr. 61 Karte                     | |                                    | 27. Mai 1982       | 1022           |
| Fotos hochladen                | Wohn- und Geschäftshaus                                                  | Dellbrück Dellbrücker Hauptstr. 86 Karte                     | |                                    | 23. Juni 1994      | 7149           |
| Fotos hochladen                | Wohn- und Geschäftshaus                                                  | Dellbrück Dellbrücker Hauptstr. 88 Karte                     | |                                    | 23. Juni 1994      | 7150           |
| Fotos hochladen                | Wohnhaus- und Geschäftshaus (ehem. kath. Gesellenhaus)                   | Dellbrück Dellbrücker Hauptstr. 102 Karte                    | |                                    | 12. Mai 1987       | 4144           |
| Fotos hochladen                | Wohn- und Geschäftshaus                                                  | Dellbrück Dellbrücker Hauptstr. 108 Karte                    | |                                    | 25. Januar 1988    | 4421           |
| Fotos hochladen                | Wohn- und Geschäftshaus                                                  | Dellbrück Dellbrücker Hauptstr. 110 Karte                    | |                                    | 9. Dezember 1987   | 4360           |
| Fotos hochladen                | Wohn- und Geschäftshaus                                                  | Dellbrück Dellbrücker Hauptstr. 112 Karte                    | |                                    | 9. Dezember 1987   | 4361           |
| Fotos hochladen                | Wohn- und Geschäftshaus                                                  | Dellbrück Dellbrücker Hauptstr. 129 Karte                    | |                                    | 25. Januar 1988    | 4420           |
| Fotos hochladen                | Wohn- und Geschäftshaus                                                  | Dellbrück Dellbrücker Hauptstr. 133 Karte                    | |                                    | 24. Mai 1988       | 4620           |
| Fotos hochladen                | Wohn- und Geschäftshaus                                                  | Dellbrück Dellbrücker Hauptstr. 143 Karte                    | |                                    | 24. November 1983  | 1866           |
| Fotos hochladen                | Wohn- und Geschäftshaus                                                  | Dellbrück Dellbrücker Hauptstr. 146 Karte                    | |                                    | 12. Mai 1989       | 4961           |
| Fotos hochladen                | Wohn- und Geschäftshaus, nur straßenseitige Fassade                      | Dellbrück Dellbrücker Hauptstr. 148 Karte                    | |                                    | 22. September 2000 | 8486           |
| Fotos hochladen                | Wohn- und Geschäftshaus, nur Fassaden u. Dach                            | Dellbrück Dellbrücker Hauptstr. 150 Karte                    | |                                    | 22. September 2000 | 8487           |
| Fotos hochladen                | Wohn- und Geschäftshaus                                                  | Dellbrück Dellbrücker Hauptstr. 151 Karte                    | |                                    | 19. Oktober 1987   | 4308           |
| Fotos hochladen                | Wohn- und Geschäftshaus                                                  | Dellbrück Dellbrücker Hauptstr. 157 Karte                    | |                                    | 30. April 1993     | 6810           |
| Fotos hochladen                | Wohn- und Geschäftshaus                                                  | Dellbrück Dellbrücker Hauptstr. 165 Karte                    | |                                    | 2. Oktober 1984    | 2627           |
| Fotos hochladen                | Wohn- und Geschäftshaus                                                  | Dellbrück Dellbrücker Hauptstr. 168 Karte                    | |                                    | 21. August 2000    | 8478           |
| Fotos hochladen                | Wohn- und Geschäftshaus                                                  | Dellbrück Dellbrücker Hauptstr. 176 Karte                    | |                                    | 3. November 2000   | 8491           |
| Fotos hochladen                | Wohn- und Geschäftshaus                                                  | Dellbrück Dellbrücker Hauptstr. 177 Karte                    | |                                    | 17. November 2000  | 8494           |
| Fotos hochladen                | Wohnhaus                                                                 | Dellbrück Dellbrücker Hauptstr. 187 Karte                    | |                                    | 13. Juli 1988      | 4682           |
| Fotos hochladen                | Ehem. Post, heute Altenheim                                              | Dellbrück Dellbrücker Hauptstr. 205 Karte                    | |                                    | 20. April 1988     | 4579           |
| Fotos hochladen                | „Eventlokal Pfeiffer“                                                    | Dellbrück Dellbrücker Hauptstr. 209 Karte                    | |                                    | 2. September 1985  | 3115           |
| Fotos hochladen                | Kleindenkmal (Wegekreuz)                                                 | Dellbrück Dellbrücker Hauptstraße vor Nr. 100 a Karte        | |                                    | 1. Juli 1980       | 644            |
| Fotos hochladen                | Pfarrhaus                                                                | Dellbrück Dellbrücker Mauspfad 361–363 Karte                 | Architekt P. Will | 1914                               | 18. Januar 1982    | 910            |
| Fotos hochladen                | Wohnhaus                                                                 | Dellbrück Diepeschrather Str. 3–3a Karte                     | ehem. Werkswohnungen der Fa. Traine & Hellmers |                                    | 4. Februar 1997    | 8046           |
| weitere Bilder Fotos hochladen | Straßenbahnendhaltestelle                                                | Dellbrück Gemarkenstr. o. Nr. Karte                          | |                                    | 12. Dezember 1985  | 3373           |
| Fotos hochladen                | Wohnhaus Gaststätte „Em Höttche“                                         | Dellbrück Gierather Str. 10 Karte                            | |                                    | 12. Juni 1984      | 2459           |
| Fotos hochladen                | Wohnhaus                                                                 | Dellbrück Gierather Str. 12 Karte                            | |                                    | 24. Juni 1987      | 4186           |
| Fotos hochladen                | Kleindenkmal (Wegekreuz)                                                 | Dellbrück Gierather Str. o. Nr.                              | |                                    | 1. Juli 1980       | 655            |
| Fotos hochladen                | Wohnhaus                                                                 | Dellbrück Grafenmühlenweg 18 Karte                           | |                                    | 15. Juni 1983      | 1534           |
| Fotos hochladen                | Wohnhaus                                                                 | Dellbrück Grafenmühlenweg 20 Karte                           | |                                    | 16. Oktober 1984   | 2685           |
| Fotos hochladen                | Wohnhaus                                                                 | Dellbrück Grafenmühlenweg 22 Karte                           | |                                    | 1. Juli 1986       | 3631           |
| Fotos hochladen                | Wohnhaus                                                                 | Dellbrück Grafenmühlenweg 24 Karte                           | |                                    | 7. August 1986     | 3693           |
| Fotos hochladen                | Wohnhaus                                                                 | Dellbrück Grafenmühlenweg 26 Karte                           | |                                    | 14. Oktober 1987   | 4302           |
| Fotos hochladen                | Wohnhaus                                                                 | Dellbrück Grafenmühlenweg 28 Karte                           | |                                    | 9. Dezember 1987   | 4364           |
| Fotos hochladen                | Wohnhaus (ehem. Fabrikantenvilla Wilhelm Vogel)                          | Dellbrück Grafenmühlenweg 113 Karte                          | |                                    | 25. Januar 1988    | 4422           |
| Fotos hochladen                | Wohnhaus                                                                 | Dellbrück Grafenmühlenweg 116 Karte                          | |                                    | 7. März 1985       | 2813           |
| Fotos hochladen                | Wohnhaus mit Stallgebäude und Schuppen                                   | Dellbrück Hardthofstr. 40 Karte                              | |                                    | 15. Mai 1996       | 7868           |
| Fotos hochladen                | Hofanlage (Hardthof)                                                     | Dellbrück Hardthofstr. 80 Karte                              | |                                    | 20. August 1993    | 6882           |
| Fotos hochladen                | Wohnhaus                                                                 | Dellbrück Iddelsfelder Hardt o. Nr. Karte                    | ehem. Jagdhaus, z. Zt. Tierheim |                                    | 1. Juli 1980       | 666            |
| Fotos hochladen                | Wohnhaus                                                                 | Dellbrück Im Eichenforst 12 Karte                            | |                                    | 31. Juli 1995      | 7536           |
| Fotos hochladen                | Wohnhausgruppe                                                           | Dellbrück Im Eichenforst 9 Karte                             | Architekt: Ludwig Albert; Reliefs von Lambert Schmithausen                                                                                        |                                    | 10. Mai 1995       | 7479           |
| Fotos hochladen                | Wohnhausgruppe                                                           | Dellbrück Im Eichenforst 11 Karte                            | Architekt: Ludwig Albert; Reliefs von Lambert Schmithausen                                                                                        |                                    | 10. Mai 1995       | 7479           |
| Fotos hochladen                | Wohnhausgruppe                                                           | Dellbrück Im Eichenforst 13 Karte                            | Architekt: Ludwig Albert; Reliefs von Lambert Schmithausen                                                                                        |                                    | 10. Mai 1995       | 7479           |
| Fotos hochladen                | Wohnhausgruppe                                                           | Dellbrück Im Eichenforst 15 Karte                            | Architekt: Ludwig Albert; Reliefs von Lambert Schmithausen                                                                                        |                                    | 10. Mai 1995       | 7479           |
| Fotos hochladen                | Kirche St. Norbert                                                       | Dellbrück Kopischstr. 2 Karte                                | Architekten: Eduard Endler, Karl Band | 1938–40                            | 14. April 1983     | 1451           |
| Fotos hochladen                | Wohnhaus                                                                 | Dellbrück Märchenstr. 1 Karte                                | |                                    | 18. November 1983  | 1768           |
| Fotos hochladen                | Wohnhaus                                                                 | Dellbrück Märchenstr. 2 Karte                                | |                                    | 18. November 1983  | 1793           |
| Fotos hochladen                | Wohnhaus                                                                 | Dellbrück Märchenstr. 3 Karte                                | |                                    | 18. November 1983  | 1769           |
| Fotos hochladen                | Wohnhaus                                                                 | Dellbrück Märchenstr. 4 Karte                                | |                                    | 18. November 1983  | 1794           |
| Fotos hochladen                | Wohnhaus                                                                 | Dellbrück Märchenstr. 5 Karte                                | |                                    | 18. August 2003    | 1770           |
| Fotos hochladen                | Wohnhaus                                                                 | Dellbrück Märchenstr. 6 Karte                                | |                                    | 17. April 1984     | 2267           |
| Fotos hochladen                | Wohnhaus                                                                 | Dellbrück Märchenstr. 7 Karte                                | |                                    | 18. November 1983  | 1771           |
| Fotos hochladen                | Wohnhaus                                                                 | Dellbrück Märchenstr. 8 Karte                                | |                                    | 9. Februar 1984    | 2134           |
| Fotos hochladen                | Wohnhaus                                                                 | Dellbrück Märchenstr. 9 Karte                                | |                                    | 18. November 1983  | 1772           |
| Fotos hochladen                | Wohnhaus                                                                 | Dellbrück Märchenstr. 10 Karte                               | |                                    | 18. November 1983  | 1795           |
| Fotos hochladen                | Wohnhaus                                                                 | Dellbrück Märchenstr. 11 Karte                               | |                                    | 5. März 2003       | 1991           |
| Fotos hochladen                | Wohnhaus                                                                 | Dellbrück Märchenstr. 12 Karte                               | |                                    | 1. Februar 1984    | 2094           |
| Fotos hochladen                | Wohnhaus                                                                 | Dellbrück Märchenstr. 13 Karte                               | |                                    | 18. November 1983  | 1773           |
| Fotos hochladen                | Wohnhaus                                                                 | Dellbrück Märchenstr. 15 Karte                               | |                                    | 18. November 1983  | 1774           |
| Fotos hochladen                | Wohnhaus                                                                 | Dellbrück Märchenstr. 16 Karte                               | |                                    | 18. November 1983  | 1797           |
| Fotos hochladen                | Wohnhaus                                                                 | Dellbrück Märchenstr. 17 Karte                               | |                                    | 18. November 1983  | 1775           |
| Fotos hochladen                | Wohnhaus                                                                 | Dellbrück Märchenstr. 18 Karte                               | |                                    | 17. April 1984     | 2268           |
| Fotos hochladen                | Wohnhaus                                                                 | Dellbrück Märchenstr. 19 Karte                               | |                                    | 18. November 1983  | 1776           |
| Fotos hochladen                | Wohnhaus                                                                 | Dellbrück Märchenstr. 20 Karte                               | |                                    | 18. November 1983  | 1798           |
| Fotos hochladen                | Wohnhaus                                                                 | Dellbrück Märchenstr. 21 Karte                               | |                                    | 18. November 1983  | 1777           |
| Fotos hochladen                | Wohnhaus                                                                 | Dellbrück Märchenstr. 22 Karte                               | |                                    | 3. Juli 1985       | 3025           |
| Fotos hochladen                | Wohnhaus                                                                 | Dellbrück Märchenstr. 23 Karte                               | |                                    | 18. November 1983  | 1778           |
| Fotos hochladen                | Wohnhaus                                                                 | Dellbrück Märchenstr. 24 Karte                               | |                                    | 18. November 1983  | 1799           |
| Fotos hochladen                | Wohnhaus                                                                 | Dellbrück Märchenstr. 25 Karte                               | |                                    | 1. Februar 1984    | 2092           |
| Fotos hochladen                | Wohnhaus                                                                 | Dellbrück Märchenstr. 26 Karte                               | |                                    | 1. Februar 1984    | 2095           |
| Fotos hochladen                | Wohnhaus                                                                 | Dellbrück Märchenstr. 27 Karte                               | |                                    | 18. November 1983  | 1779           |
| Fotos hochladen                | Wohnhaus                                                                 | Dellbrück Märchenstr. 28 Karte                               | |                                    | 10. Juni 1981      | 717            |
| Fotos hochladen                | Wohnhaus                                                                 | Dellbrück Märchenstr. 29 Karte                               | |                                    | 18. November 1983  | 1780           |
| Fotos hochladen                | Wohnhaus                                                                 | Dellbrück Märchenstr. 30 Karte                               | |                                    | 18. November 1983  | 1800           |
| Fotos hochladen                | Wohnhaus                                                                 | Dellbrück Märchenstr. 31 Karte                               | |                                    | 18. November 1983  | 1781           |
| Fotos hochladen                | Wohnhaus                                                                 | Dellbrück Märchenstr. 32 Karte                               | |                                    | 18. November 1983  | 1801           |
| Fotos hochladen                | Wohnhaus                                                                 | Dellbrück Märchenstr. 33 Karte                               | |                                    | 18. November 1983  | 1782           |
| Fotos hochladen                | Wohnhaus                                                                 | Dellbrück Märchenstr. 34 Karte                               | |                                    | 18. November 1983  | 1802           |
| Fotos hochladen                | Wohnhaus                                                                 | Dellbrück Märchenstr. 35 Karte                               | |                                    | 18. November 1983  | 1783           |
| Fotos hochladen                | Wohnhaus                                                                 | Dellbrück Märchenstr. 36 Karte                               | |                                    | 18. November 1983  | 1803           |
| Fotos hochladen                | Wohnhaus                                                                 | Dellbrück Märchenstr. 37 Karte                               | |                                    | 18. November 1983  | 1784           |
| Fotos hochladen                | Wohnhaus                                                                 | Dellbrück Märchenstr. 38 Karte                               | |                                    | 18. November 1983  | 1804           |
| Fotos hochladen                | Wohnhaus                                                                 | Dellbrück Märchenstr. 39 Karte                               | |                                    | 18. November 1983  | 1785           |
| Fotos hochladen                | Wohnhaus                                                                 | Dellbrück Märchenstr. 40 Karte                               | |                                    | 18. November 1983  | 1805           |
| Fotos hochladen                | Wohnhaus                                                                 | Dellbrück Märchenstr. 41 Karte                               | |                                    | 18. November 1983  | 1786           |
| Fotos hochladen                | Wohnhaus                                                                 | Dellbrück Märchenstr. 42 Karte                               | |                                    | 18. November 1983  | 1806           |
| Fotos hochladen                | Wohnhaus                                                                 | Dellbrück Märchenstr. 43 Karte                               | |                                    | 1. Februar 1984    | 2093           |
| Fotos hochladen                | Wohnhaus                                                                 | Dellbrück Märchenstr. 44 Karte                               | |                                    | 18. November 1983  | 1807           |
| Fotos hochladen                | Wohnhaus                                                                 | Dellbrück Märchenstr. 45 Karte                               | |                                    | 18. November 1983  | 1787           |
| Fotos hochladen                | Wohnhaus                                                                 | Dellbrück Märchenstr. 46 Karte                               | |                                    | 18. November 1983  | 1808           |
| Fotos hochladen                | Wohnhaus                                                                 | Dellbrück Märchenstr. 47 Karte                               | |                                    | 18. November 1983  | 1788           |
| Fotos hochladen                | Wohnhaus                                                                 | Dellbrück Märchenstr. 48 Karte                               | |                                    | 18. November 1983  | 1809           |
| Fotos hochladen                | Wohnhaus                                                                 | Dellbrück Märchenstr. 49 Karte                               | |                                    | 18. November 1983  | 1789           |
| Fotos hochladen                | Wohnhaus                                                                 | Dellbrück Märchenstr. 50 Karte                               | |                                    | 23. Juli 1984      | 2572           |
| Fotos hochladen                | Wohnhaus                                                                 | Dellbrück Märchenstr. 51 Karte                               | |                                    | 4. September 1981  | 759            |
| Fotos hochladen                | Wohnhaus                                                                 | Dellbrück Märchenstr. 53 Karte                               | |                                    | 18. November 1983  | 1790           |
| Fotos hochladen                | Wohnhaus                                                                 | Dellbrück Märchenstr. 55 Karte                               | |                                    | 18. November 1983  | 1791           |
| Fotos hochladen                | Wohnhaus                                                                 | Dellbrück Märchenstr. 56 Karte                               | |                                    | 8. Dezember 1983   | 1930           |
| Fotos hochladen                | Wohnhaus                                                                 | Dellbrück Märchenstr. 57 Karte                               | |                                    | 18. November 1983  | 1792           |
| Fotos hochladen                | Wohnhaus                                                                 | Dellbrück Märchenstr. 58 Karte                               | |                                    | 16. Juni 2003      | 8622           |
| Fotos hochladen                | Wohnhaus                                                                 | Dellbrück Märchenstr. 60 Karte                               | |                                    | 18. November 1983  | 1812           |
| Fotos hochladen                | Wohnhaus                                                                 | Dellbrück Märchenstr. 62 Karte                               | |                                    | 1. Februar 1984    | 2096           |
| Fotos hochladen                | Wohnhaus                                                                 | Dellbrück Märchenstr. 64 Karte                               | |                                    | 18. November 1983  | 1813           |
| Fotos hochladen                | Wohnhaus                                                                 | Dellbrück Märchenstr. 66 Karte                               | |                                    | 18. November 1983  | 1814           |
| Fotos hochladen                | Wohnhaus                                                                 | Dellbrück Märchenstr. 68 Karte                               | |                                    | 18. November 1983  | 1815           |
| Fotos hochladen                | Wohnhaus                                                                 | Dellbrück Märchenstr. 70 Karte                               | |                                    | 18. November 1983  | 1816           |
| Fotos hochladen                | Wohnhaus                                                                 | Dellbrück Märchenstr. 72 Karte                               | |                                    | 3. Juli 1984       | 2506           |
| Fotos hochladen                | Wohnhaus                                                                 | Dellbrück Mielenforster Kirchweg 8a, 8b Karte                | |                                    | 1. Juli 1980       | 671            |
| weitere Bilder Fotos hochladen | Hofanlage Gut Mielenforst u. Parkanlage                                  | Dellbrück Mielenforster Kirchweg 16–56 Karte                 | Architekt des Herrenhauses: Hans Grisebach | 1883–85                            | 1. Juli 1980       | 669            |
| Fotos hochladen                | Grabstätte der Familie Andreae                                           | Dellbrück Mielenforster Kirchweg o. Nr. Karte                | |                                    | 1. Juli 1980       | 670            |
| Fotos hochladen                | Hofanlage Thurner Hof                                                    | Dellbrück Mielenforster Str. 1 Karte                         | |                                    | 1. Juli 1980       | 672            |
| Fotos hochladen                | Wegekreuz                                                                | Dellbrück Mielenforster Str. 1 Karte                         | | 1817                               | 1. Juli 1980       | 672            |
| Fotos hochladen                | Wohnhaus                                                                 | Dellbrück Möhlstr. 7 Karte                                   | |                                    | 8. Februar 1994    | 7040           |
| Fotos hochladen                | Wohnhaus                                                                 | Dellbrück Möhlstr. 9 Karte                                   | |                                    | 21. August 1997    | 8130           |
| Fotos hochladen                | Wohnhaus                                                                 | Dellbrück Möhlstr. 11 Karte                                  | |                                    | 18. November 1997  | 8209           |
| Fotos hochladen                | Hofanlage Mühlenhof, Rest einer Wassermühle Mühlenanlage nicht einsehbar | Dellbrück Mühlenhofsweg 8 Karte                              | |                                    | 14. April 1983     | 1455           |
| Fotos hochladen                | Wohnhaus                                                                 | Dellbrück Mühlenhofsweg 17 Karte                             | ehem. Strunder Mühle, Wassermühle |                                    | 18. April 1991     | 5978           |
| Fotos hochladen                | Wohnhaus                                                                 | Dellbrück Paffrather Str. 14 Karte                           | |                                    | 1. Oktober 1990    | 5729           |
| Fotos hochladen                | Wohnhaus                                                                 | Dellbrück Paffrather Str. 16 Karte                           | |                                    | 21. August 1997    | 8134           |
| Fotos hochladen                | Wohnhaus                                                                 | Dellbrück Paffrather Str. 18 Karte                           | |                                    | 7. März 1994       | 7053           |
| Fotos hochladen                | ehem. Hofanlage Freihof Zur Hütten                                       | Dellbrück Strundener Str. 15 Karte                           | |                                    | 1. Juli 1980       | 696            |
| Fotos hochladen                | Wohnhaus, gen. "Schusters Eck"                                           | Dellbrück Strundener Str. 17 Karte                           | |                                    | 6. Januar 1992     | 6336           |
| Fotos hochladen                | Wohnhaus                                                                 | Dellbrück Strundener Str. 19 Karte                           | |                                    | 19. November 1984  | 2760           |
| Fotos hochladen                | Wohnhaus                                                                 | Dellbrück Strundener Str. 31 Karte                           | |                                    | 21. August 1997    | 8136           |
| Fotos hochladen                | Wohnhaus                                                                 | Dellbrück Strundener Str. 33 Karte                           | |                                    | 21. August 1997    | 8137           |
| Fotos hochladen                | Wohnhaus                                                                 | Dellbrück Strundener Str. 38 Karte                           | Architekt: Ludwig Albert; vom gleichen Architekten das durch ein Satteldach veränderte und deshalb nicht als Baudenkmal eingetragene Haus Nr. 40. | 1929–30                            | 16. Januar 1992    | 6354           |
| Fotos hochladen                | Villa                                                                    | Dellbrück Strundener Str. 57 Karte                           | |                                    | 12. Juni 1997      | 8110           |
| Fotos hochladen                | Villa                                                                    | Dellbrück Strundener Str. 100 Karte                          | |                                    | 1. September 1997  | 8154           |
| Fotos hochladen                | Wohnhaus                                                                 | Dellbrück Strundener Str. 133 Karte                          | |                                    | 8. Januar 1998     | 8257           |
| Fotos hochladen                | Villa                                                                    | Dellbrück Strundener Str. 135 Karte                          | |                                    | 21. August 1997    | 8138           |
| Fotos hochladen                | Wohnhaus                                                                 | Dellbrück Strundener Str. 136 Karte                          | |                                    | 3. März 1989       | 4853           |
| Fotos hochladen                | Wohnhaus, gen. "Alte Schefferei"                                         | Dellbrück Strundener Str. 153 Karte                          | |                                    | 25. März 1985      | 2901           |
| Fotos hochladen                | Wohnhaus                                                                 | Dellbrück Strundener Str. 162 Karte                          | |                                    | 16. Oktober 1997   | 8188           |
| Fotos hochladen                | Wohnhaus                                                                 | Dellbrück Strundener Str. 164 Karte                          | |                                    | 21. August 1997    | 8139           |
| Fotos hochladen                | Wohnhaus                                                                 | Dellbrück Thielenbrucher Allee 2 b (Status überprüfen) Karte | |                                    | 9. Juni 1994       | 7142           |
| Fotos hochladen                | Wohnhaus                                                                 | Dellbrück Thielenbrucher Allee 3 Karte                       | |                                    | 21. August 1997    | 8140           |
| Fotos hochladen                | Wohnhaus                                                                 | Dellbrück Thielenbrucher Allee 4 Karte                       | |                                    | 22. August 1994    | 7183           |
| Fotos hochladen                | Wohnhaus                                                                 | Dellbrück Thielenbrucher Allee 7 Karte                       | |                                    | 19. Dezember 1994  | 7301           |
| Fotos hochladen                | Wohnhaus / Villa Wendt                                                   | Dellbrück Thielenbrucher Allee 8 Karte                       | Architekten: Josef Crones und Erwin Crones | um 1910                            | 3. November 1994   | 7267           |
| Fotos hochladen                | Wohnhaus                                                                 | Dellbrück Thielenbrucher Allee 10 Karte                      | |                                    | 2. Dezember 1983   | 1922           |
| Fotos hochladen                | Wohnhaus                                                                 | Dellbrück Thielenbrucher Allee 12 Karte                      | |                                    | 29. November 1983  | 1894           |
| Fotos hochladen                | Wohnhaus                                                                 | Dellbrück Thielenbrucher Allee 22 Karte                      | |                                    | 11. Januar 1996    | 7743           |
| Fotos hochladen                | Wohnhaus                                                                 | Dellbrück Thielenbrucher Allee 24 Karte                      | Architekt: Emil Rudolf Mewes | 1924                               | 11. Januar 1996    | 7744           |
| Fotos hochladen                | Wohnhaus                                                                 | Dellbrück Thielenbrucher Allee 27 Karte                      | |                                    | 27. November 1995  | 7692           |
| Fotos hochladen                | Wohnhaus                                                                 | Dellbrück Thielenbrucher Allee 29 Karte                      | Wohnheim der Weißen Schwestern für Afrika (ehem. Gaststätte)                                                                                      |                                    | 6. März 1995       | 7425           |
| Fotos hochladen                | Wohnhaus                                                                 | Dellbrück Thielenbrucher Allee 30 Karte                      | |                                    | 22. Dezember 1997  | 8238           |
| Fotos hochladen                | Wohnhaus                                                                 | Dellbrück Thielenbrucher Allee 31 Karte                      | |                                    | 31. Juli 1995      | 7540           |
| Fotos hochladen                | Wohnhaus                                                                 | Dellbrück Thielenbrucher Allee 32 Karte                      | |                                    | 26. Februar 1998   | 8274           |
| Fotos hochladen                | Wohnhaus                                                                 | Dellbrück Thielenbrucher Allee 40 Karte                      | |                                    | 20. Januar 1998    | 8269           |
| Fotos hochladen                | Allee                                                                    | Dellbrück Thielenbrucher Allee o. Nr.                        | |                                    | 1. Juli 1980       | 698            |
| Fotos hochladen                | ehem. Pfarrhaus                                                          | Dellbrück Thurner Str. 6 Karte                               | |                                    | 19. Mai 1983       | 1520           |
| Fotos hochladen                | Friedhof                                                                 | Dellbrück Thurner Str. o. Nr. Karte                          | |                                    | 1. Juli 1980       | 699            |
| Fotos hochladen                | Wohnhaus mit Garten                                                      | Dellbrück Thurner Str. 90 Karte                              | |                                    | 7. August 1985     | 3090           |
| Fotos hochladen                | Schule                                                                   | Dellbrück Urnenstr. 7 Karte                                  | |                                    | 1. Juli 1980       | 702            |
| Fotos hochladen                | Wohnhaus                                                                 | Dellbrück Urnenstr. 50 Karte                                 | |                                    | 12. Juni 1984      | 2485           |
| Fotos hochladen                | Wohnhaus                                                                 | Dellbrück Waldhausstr. 1 Karte                               | |                                    | 10. Mai 1995       | 7485           |
| Fotos hochladen                | Wohnhaus                                                                 | Dellbrück Waldhausstr. 3 Karte                               | |                                    | 27. November 1995  | 7693           |
| Fotos hochladen                | Wohnhaus                                                                 | Dellbrück Waldhausstr. 5 Karte                               | |                                    | 16. Oktober 1997   | 8190           |
| Fotos hochladen                | Wohnhaus                                                                 | Dellbrück Waldhausstr. 6 Karte                               | |                                    | 18. Mai 1995       | 7502           |
| Fotos hochladen                | Wohnhaus                                                                 | Dellbrück Waldhausstr. 7 Karte                               | |                                    | 24. Juli 1995      | 7517           |
| Fotos hochladen                | Wohnhaus                                                                 | Dellbrück Waldhausstr. 8 Karte                               | |                                    | 14. Juni 1995      | 7516           |
| Fotos hochladen                | Wohnhaus                                                                 | Dellbrück Waldhausstr. 9 Karte                               | Architekt: Ludwig Albert | 1929–30                            | 24. Juli 1995      | 7518           |
| Fotos hochladen                | Wohnhaus                                                                 | Dellbrück Waldhausstr. 10 Karte                              | |                                    | 14. Dezember 1995  | 7723           |
| Fotos hochladen                | Wohnhaus                                                                 | Dellbrück Waldhausstr. 11 Karte                              | Architekt: Ludwig Albert | 1929–30                            | 24. Juli 1995      | 7519           |
| Fotos hochladen                | Wohnhaus                                                                 | Dellbrück Waldhausstr. 12 Karte                              | |                                    | 14. Dezember 1995  | 7724           |
| Fotos hochladen                | Wohnhaus                                                                 | Dellbrück Waldhausstr. 14 Karte                              | |                                    | 11. Januar 1996    | 7746           |
| Fotos hochladen                | Wohnhaus                                                                 | Dellbrück Waldhausstr. 17 Karte                              | |                                    | 10. Mai 1995       | 7486           |
| Fotos hochladen                | Wohnhaus                                                                 | Dellbrück Waldhausstr. 19 Karte                              | |                                    | 24. Juli 1995      | 7520           |
| Fotos hochladen                | Wohnhaus                                                                 | Dellbrück Waldhausstr. 21 Karte                              | |                                    | 26. Februar 1998   | 8275           |
| Fotos hochladen                | Wohnhaus                                                                 | Dellbrück Waldhausstr. 22 Karte                              | |                                    | 10. März 1986      | 3493           |
| Fotos hochladen                | Wohnhaus                                                                 | Dellbrück Waldhausstr. 24 Karte                              | |                                    | 18. November 1997  | 8212           |
| Fotos hochladen                | Wohnhaus                                                                 | Dellbrück Waldhausstr. 26 Karte                              | |                                    | 18. November 1997  | 8213           |
| Fotos hochladen                | Wohnhaus                                                                 | Dellbrück Waldhausstr. 29 Karte                              | |                                    | 10. Mai 1995       | 7487           |
| Fotos hochladen                | Wohnhaus                                                                 | Dellbrück Waldhausstr. 31 Karte                              | |                                    | 10. Mai 1995       | 7488           |
| Fotos hochladen                | Wohnhaus                                                                 | Dellbrück Waldhausstr. 33 Karte                              | |                                    | 10. Mai 1995       | 7489           |
| Fotos hochladen                | Wohnhaus                                                                 | Dellbrück Waldhausstr. 34 Karte                              | Architekt: Joseph Op Gen Orth |                                    | 18. November 1997  | 8214           |
| Fotos hochladen                | Wohnhaus                                                                 | Dellbrück Waldhausstr. 35 Karte                              | Architekt: Ludwig Albert | 1931                               | 4. August 1995     | 7552           |
| Fotos hochladen                | Wohnhaus                                                                 | Dellbrück Waldhausstr. 36 Karte                              | Architekt: Joseph Op Gen Orth |                                    | 18. November 1997  | 8215           |
| Fotos hochladen                | Wohnhaus                                                                 | Dellbrück Waldhausstr. 42 Karte                              | |                                    | 29. Oktober 1997   | 8195           |
| Fotos hochladen                | Wohnhaus                                                                 | Dellbrück Waldhausstr. 44 Karte                              | |                                    | 16. Oktober 1997   | 8191           |
| Fotos hochladen                | Wohnhaus                                                                 | Dellbrück Waldhausstr. 46 Karte                              | |                                    | 27. November 1995  | 7694           |
| Fotos hochladen                | Wohnhaus                                                                 | Dellbrück Wiesenstr. 1 Karte                                 | |                                    | 10. Juli 1981      | 728            |
| Fotos hochladen                | Kleingehöft („De Sehl“)                                                  | Dellbrück Wiesenstr. 3 Karte                                 | |                                    | 16. März 1992      | 6431           |
| Fotos hochladen                | Wohnhaus                                                                 | Dellbrück Wiesenstr. 8 Karte                                 | (rechts) |                                    | 7. Oktober 1991    | 6219           |
| Fotos hochladen                | Wohnhaus                                                                 | Dellbrück Wiesenstr. 10 Karte                                | (links) |                                    | 7. Oktober 1991    | 6220           |